# Sarcophyton cornispiculatum
Sarcophyton cornispiculatum is een zachte koraalsoort uit de familie Alcyoniidae. De koraalsoort komt uit het geslacht Sarcophyton. Sarcophyton cornispiculatum werd in 1971 voor het eerst wetenschappelijk beschreven door Verseveldt. 